# أنزيرو سودزينسك
أنزيرو-سودزينسك (بالروسية: Анжеро-Судженск) هي إحدى مدن روسيا في مقاطعة كيمروفسكايا.

## أعلام
- فيكتور سيدياك
- أليكسي ايفانوف
- منصور عبدولين